# Doble Sucre Potosí GP Cemento Fancesa
Der Doble Sucre Potosí GP Cemento Fancesa war ein bolivianisches Straßenradrennen.
Das Etappenrennen wurde von 2000 bis 2010 ausgetragen und zählte ab 2005 in der Kategorie 2.2 zur UCI America Tour. Rekordsieger mit jeweils zwei Erfolgen waren der Kolumbianer Álvaro Sierra und der Bolivianer Óscar Soliz.

## Siegerliste
- 2010  Óscar Soliz (2)
- 2009  Ferney Bello
- 2008  Byron Guamá
- 2007  Óscar Soliz
- 2006  Alejandro Ramírez
- 2005  Álvaro Sierra (2)
- 2004  Javier Zapata
- 2003  Álvaro Sierra
- 2002  Manuel Guevara
- 2001  Alfredo Reinoso
- 2000  Raúl Escobar